# Pan Hire
Pan Hire (v originále Monsieur Hire) je francouzský hraný film z roku 1989, který režíroval Patrice Leconte podle románu Les Fiançailles de M. Hire Georgese Simenona. Film měl světovou premiéru na filmovém festivalu v Cannes dne 24. května 1989.

## Děj
Pan Hire je misantropický a mlčenlivý krejčí, který z okna špehuje svou mladou sousedku, která bydlí přes ulici, a do které se zamiloval. Souběžně probíhá vyšetřování nevyřešené vraždy mladé ženy. Pan Hire je v podezření u inspektora, který má případ na starosti.

## Obsazení
| Michel Blanc      | pan Hire            |
| Sandrine Bonnaire | Alice               |
| Luc Thuillier     | Émile               |
| André Wilms       | policejní inspektor |
| Eric Bérenger     | správce bowlingu    |
| Marielle Berthon  | Pierrette Bourgeois |
| Philippe Dormoy   | François            |
| Marie Gaydu       | dívka na masáži     |
| Michel Morano     | taxikář             |
| Nora Noël         | strážkyně           |
| Cristiana Reali   | dívka na bowlingu   |
| Bernard Soufflet  | tatér               |
| André Bauduin     | pojídač palačinek   |
| Rozeen Landrevie  | dívka s kyticí      |
| Francis Baudet    | nájemník na chodbě  |

## Ocenění
- Mélièsova cena
- César: nejlepší zvuk (Dominique Hennequin a Pierre Lenoir); nominace v kategoriích nejlepší herec (Michel Blanc), nejlepší herečka (Sandrine Bonnaire), nejlepší režie (Patrice Leconte), nejlepší střih (Joëlle Hache), nejlepší film, nejlepší filmová hudba (Michael Nyman), nejlepší filmový plakát (Anahi Leclerc)